# Triquetrella papillata
Triquetrella papillata är en bladmossart som beskrevs av Brotherus 1902. Triquetrella papillata ingår i släktet Triquetrella och familjen Pottiaceae. Inga underarter finns listade i Catalogue of Life.